# Соломоненко, Иван Иванович
Иван Иванович Соломоненко (1 мая 1919 — 18 февраля 2011) — командир батареи 1309-го истребительно-противотанкового артиллерийского полка 46-й отдельной истребительно-противотанковой артиллерийской бригады 21-й армии Ленинградского фронта, старший лейтенант. Герой Советского Союза.

## Биография
Родился 1 мая 1919 года в селе Новосёловка, ныне село Черёмушки Кобелякского района Полтавской области. Украинец. Член ВКП(б)/КПСС с 1942 года. Окончил семь классов неполной средней школы. Работал счетоводом в колхозе.
В 1939 году призван в ряды Красной Армии. В боях Великой Отечественной войны с июля 1941 года. В 1942 году окончил Томское артиллерийское училище. Воевал на Центральном, Западном, Ленинградском, 2-м Прибалтийском и 3-м Белорусском фронтах. Защищал Москву и Ленинград.
10 июня 1944 года наши войска, преодолевая сильно укреплённую оборону противника, продвигались к селу Александровка Всеволожского района под Ленинградом. Командир батареи 1309-го истребительно-противотанкового артиллерийского полка старший лейтенант И. И. Соломоненко под сильным огнём выкатил орудие на открытую позицию и бил по врагу прямой наводкой. Артиллеристы проделали несколько проходов в проволочном заграждении на минном поле, разрушили четыре дзота, уничтожили два орудия и несколько десятков солдат и офицеров врага. Это обеспечило успешное продвижение вперёд 129-го гвардейского стрелкового полка. В этом бою отличился наводчик орудия сержант В. Р. Николаев. Когда сержант был дважды ранен, командир батареи старший лейтенант И. И. Соломоненко приказал ему отправиться в санчасть, но наводчик подчинился только тогда, когда боевая задача по подавлению огневых точек противника была выполнена.
14 июня 1944 года в боях за село Кутерселька, несмотря на налёты авиации, орудийный и миномётный огонь, батарея И. И. Соломоненко с дистанции ста метров меткими выстрелами проделала четыре прохода в гранитных надолбах и два прохода в проволочных заграждениях. Артиллеристы понесли ощутимые потери. И. И. Соломоненко сам стал на место наводчика у орудия. Методически ведя огонь, он лично уничтожил четыре станковых пулемёта. Несмотря на ранение, И. И. Соломоненко заменил командира роты 133-го стрелкового полка, который погиб в этом бою, и поднял пехотинцев в атаку. Наши воины сломили сопротивление противника и ворвались в первую траншею укрепленной линии врага Кутерселька — Мустамяки.
22 июня 1944 года в бою за железнодорожную станцию Тали в десяти километрах северо-восточнее города Выборг Ленинградской области батарея старшего лейтенанта И. И. Соломоненко уничтожила два противотанковых орудия, шесть станковых пулемётов и четыре дзота. Вражеская авиация без конца бомбила батарею храбрых артиллеристов. Одна бомба разорвалась рядом с И. И. Соломоненко и засыпала его землёй. Бойцы откопали своего командира. И через несколько минут он снова руководил действиями артиллеристов. Сокрушительным огнём батарея И. И. Соломоненко помогла нашим стрелковым подразделениям овладеть станцией Тали.
Указом Президиума Верховного Совета СССР от 21 июля 1944 года за образцовое выполнение боевых заданий командования в боях под Ленинградом и проявленные при этом мужество и героизм старшему лейтенанту Ивану Ивановичу Соломоненко присвоено звание Героя Советского Союза с вручением ордена Ленина и медали «Золотая Звезда».
После окончания Великой Отечественной войны продолжал службу в армии. С 1969 года подполковник И. И. Соломоненко — в запасе. Живёт в Днепропетровске. Работал директором гостиницы «Украина», затем старшим инженером производственного объединения «Днепростройиндустрия».
Награждён орденом Ленина, двумя орденами Отечественной войны 1-й степени, двумя орденами Красной Звезды, медалями.
Похоронен на Сурско-Литовском кладбище Днепропетровска. Бюст Героя установлен в городе Кобеляки Полтавской области.